# Petrolisthes aegyptiacus
Petrolisthes aegyptiacus is een tienpotigensoort uit de familie van de Porcellanidae. De wetenschappelijke naam van de soort is voor het eerst geldig gepubliceerd in 2007 door Werding & Hiller.